# Atopsyche bicolorata
Atopsyche bicolorata är en nattsländeart som beskrevs av Schmid 1958. Atopsyche bicolorata ingår i släktet Atopsyche och familjen Hydrobiosidae. Inga underarter finns listade i Catalogue of Life.